# إد باها (آيت على نتاكوت)
إد باها هو دُوَّار يقع بجماعة إيبضر، إقليم سيدي إفني، جهة كلميم واد نون في المملكة المغربية. ينتمي الدوّار لمشيخة آيت على نتاكوت التي تضم 63 دوار. يقدر عدد سكانه بـ 173 نسمة حسب الإحصاء الرسمي للسكان والسكنى لسنة 2004.

## روابط خارجية
- البوابة الوطنية للجماعات الترابية
- المندوبية السامية للتخطيط